# Фелчине (Анкона)
Фелчине је насеље у Италији у округу Анкона, региону Марке.
Према процени из 2011. у насељу је живело 25 становника. Насеље се налази на надморској висини од 374 м.